# آرتور وود
آرتور وود (انگلیسی: Arthur Wood; ۲۹ مارس ۱۸۷۵ – ۱ ژوئن ۱۹۳۹) قایقران قایق بادبانی اهل بریتانیا بود.